# Lijst van vlaggen van Algerije
Dit is een lijst van vlaggen van Algerije.

## Nationale vlag (perFIAV-codering)
|          | Civiele vlag | Staatsvlag | Oorlogsvlag |
| -------- | ------------ | ---------- | ----------- |
| Te land  | · ?          | · ?        | · ?         |
| Te water | · ?          | · ?        | · ?         |

## Vlaggen van politieke partijen
| Vlag | Periode | Functie                                                                                            | Beschrijving |
| ---- | ------- | -------------------------------------------------------------------------------------------------- | --- |
|      | 1963    | Vlag van de Algerijnse Communistische Partij (Parti communiste algérien, PCA).                     | Een rode vlag met een witte hamer en sikkel en de woorden Pain ("Brood"), Paix ("Vrede") en Liberté ("Vrijheid") in hoofdletters. |
|      |         | Vlag van de Unie voor Cultuur en Democratie (Rassemblement pour la Culture et la Démocratie, RCD). | |